# Arcuatopterus sikkimensis
Arcuatopterus sikkimensis är en växtart i släktet Arcuatopterus och familjen flockblommiga växter. Den beskrevs av Charles Baron Clarke som Peucedanum sikkimense, och fick sitt nu gällande namn av Michail Pimenov och Tatjana Ostroumova 2000.
Arten är en perenn ört som förekommer i Himalaya, Tibet och södra Kina.